# Vakhtang VI
Vakhtang VI (en géorgien : ქართლის მეფე ვახტანგ VI ; né le 15 septembre 1675, mort à Astrakhan le 26 mars 1737) est le roi géorgien qui dirige le Karthli comme régent de 1703 à 1711/1714, puis comme roi de 1719 à 1724.

## Biographie
Vakhtang VI est le second fils du régent Levan de Karthli, lui-même fils du roi Vakhtang V de Karthli, et de sa première épouse.
Vakhtang exerce de facto le gouvernement du Karthli comme administrateur de 1703 à 1708, puis avec le titre de janishin (« gouverneur ») de 1708 à 1711 pour le compte de son oncle le roi Georges XI de Karthli, de son frère aîné le roi Kai-Khosrov Ier et même de son père le régent de jure et éphémère roi Levan ; tous trois sont en effet retenus par leurs fonctions militaires et civiles en Iran. Les deux premiers sont d’ailleurs tués au service du Chah, à la tête des troupes perses, en Afghanistan.
C’est à cette époque que Vakhtang appuie l’élection en 1705 de son frère et fidèle soutien Dométius ou Domenti III comme catholicos-patriarche de Géorgie. Vakhtang met également à profit cette période pour solliciter l’aide des monarchies européennes. Il envoie en France une ambassade menée par son parent, le savant moine Saba Sulkhan Orbéliani. Ce dernier débarque à Marseille puis arrive à Paris le 21 mars 1714 pour être reçu dans le courant du mois d’avril par le roi Louis XIV à Versailles. L’ambassadeur remet alors au roi une lettre de Vakhtang dans laquelle il renseigne le roi sur la situation difficile de la Géorgie. Des relations politiques et économiques sont envisagées mais le projet reste sans suite après la mort du roi de France en septembre 1715. Saba Orbéliani se rend ensuite à Rome où il rencontre le Pape Clément IX. Là aussi les espoirs des Géorgiens sont déçus. Lorsque Saba Orbéliani revient en Géorgie, la situation s’est profondément modifiée.
Après la mort à son service de son frère Kai-Khosrov Ier de Karthli en 1711, Chah Huseyin propose à Vakhtang de le confirmer comme wali (roi vassal) de Karthli, à la condition expresse qu’il se convertisse, au moins formellement, à l’islam comme ses prédécesseurs. Devant le refus de Vakhtang, le Chah l’interne à Kerman et nomme en 1714 son frère cadet Jessé qui devient musulman sous le nom de Jessé Ali Qouli Khan. Les deux années du règne de Jessé Ier sont catastrophiques pour le pays, en proie à l’indiscipline des nobles et aux incursions des montagnards musulmans du Daghestan qui sombre dans l’anarchie.

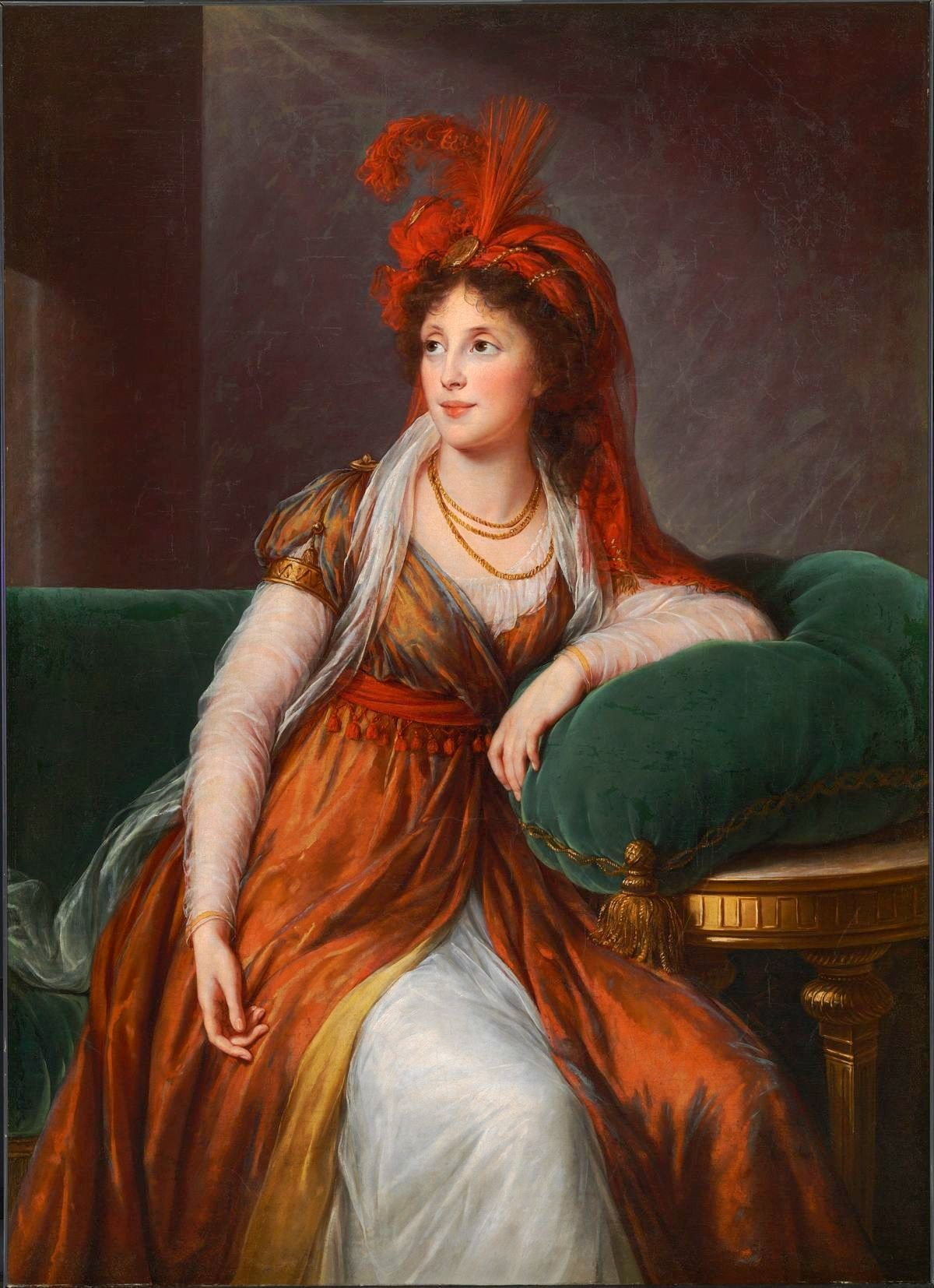
La princesse royale Géorgienne Anna Gruzinsky, l'arrière petite-fille de Vakhtang VI et la femme de general Boris Galitzine, par Élisabeth Vigée Le Brun en 1797.

En 1716, Vakhtang accepte finalement l’islam et devient roi de Karthli en remplacement de Jessé, sous le nom de « Hussayn Qouli Khan » ; toutefois le Chah séfévide ne lui permet pas de retourner en Géorgie car il lui confie, comme aux autres membres de sa famille, des charges importantes à la cour d’Ispahan. Vakhtang obtient cependant la nomination comme régent de son fils aîné, lui aussi devenu musulman sous le nom de Bakar Shah Nawaz Khan IV.
En 1719, Vakhtang VI peut enfin retourner au Karthli pour un règne effectif de seulement quatre années jusqu’en 1723. Comme de nombreux autres souverains géorgiens, Vakhtang VI souhaite nouer également des contacts avec la Russie. Le tsar Pierre Ier se décide enfin pour une intervention directe et progresse avec une petite troupe le long de la mer Caspienne en juillet 1722.
À cette époque, le royaume séfévide s’effondre sous les coups des révoltés afghans, qui assiègent la capitale Ispahan. Un frère de Vakhtang, le général Rostom Khan, ayant péri le 8 mars 1722 dans un combat à Gulnabad contre les Afghans, le Chah confie la défense de sa capitale au prince Bakar Shah Nawaz Khan IV.
Jugeant le moment propice pour libérer le Caucase de la sujétion iranienne, Vakhtang VI refuse son concours mais rassemble en juillet 1722 une armée de 40 000 Géorgiens et Arméniens à Gandja, dans l’attente de l’arrivée des troupes russes. Malheureusement pour lui, le tsar Pierre Ier, craignant la réaction de l’Empire ottoman qui est prêt à assumer la succession de la Perse dans la région, abandonne son allié et se retire sans intervenir. En novembre 1722, Vakhtang rentre à Tiflis avec ses troupes. Le Chah, se défiant à juste titre de la loyauté de son vassal, concède en mai 1723 le trône de Karthli au roi Constantin II de Kakhétie, qui lui est demeuré fidèle. Vakhtang tente de défendre sa capitale puis se retire dans le Sidha Karthli (Haut-Karthli).
L’armée ottomane, mettant à profit l’affaiblissement de la Perse et la confusion qui règne en Géorgie orientale, envahit la région. Après avoir un moment confié le trône de Karthli au prince Bakar sous le nom de Bakar Ier Ibrahim Pacha, les Ottomans nomment finalement l’ancien roi Jessé Ier, qui s’est rallié à eux dès le début de leur offensive et est redevenu musulman, sunnite cette fois,  sous le nom de Jessé Ier Moustapha Pacha.
En juillet 1724, Vakhtang VI se retire au-delà du Caucase dans l’Empire russe, accompagné de 1 200 fidèles. Il y est rejoint peu après par son fils Bakar Ier. Vakhtang VI réside en Russie jusqu’en 1734. L’impératrice Catherine Ire de Russie, qui a succédé à son époux, puis Pierre II de Russie lui octroient une pension mensuelle de 1 000 roubles, des terres, et le nomment chevalier dans les ordres de Saint-André en 1726 et de Saint-Alexandre Nevski en 1728.
En 1734, Vakhtang tente de recouvrer son trône en s’appuyant sur l’alliance du nouveau maître de l’Iran, le régent Nâdir Shâh, qui a repris l’offensive dans le Caucase contre l’Empire ottoman. L’impératrice Anne Ire de Russie donne son accord au projet sous réserve que la Géorgie devienne un État vassal de la Russie. Accompagné d’un général russe, Vakhtang entreprend alors un voyage pour rencontrer les émissaires perses lorsqu’il meurt le 26 mars 1737 à Astrakhan, où il est inhumé.

## Œuvre législative et culturelle
Vakhtang a laissé dans son pays le souvenir d’un éminent législateur. Pendant sa première administration du Karthli, de 1703 à 1711, il fait rassembler et réunir dans un recueil appelé le Livre de lois, l’ancienne législation géorgienne ainsi que les lois spécifiques des différentes nationalités allogènes qui vivent en Géorgie (Arméniens, Juifs, Grecs).
À la même époque, Vakhtang VI est à l’origine d’un autre code appelé Dastourlamali, qui réglemente l’administration du pays, l’étiquette de la cour et les autres côtés pratiques du fonctionnement de l’État.
En 1709, la première imprimerie géorgienne est fondée à Tiflis. En 1712, on y publie la première édition moderne du Chevalier à la peau de panthère de Chota Roustaveli, avec des commentaires du roi lui-même. Cette œuvre intellectuelle est soutenue par l’ancien précepteur du roi, le savant Saba Soulkhan Orbéliani (1658-1725).
Vakhtang crée enfin une commission de savants qui doit remanier l’Histoire de la Géorgie et la compléter pour la période s'étalant du XIVe au XVIIe siècle. Un fils illégitime du roi, le prince Vahkoust, participe à ce travail qui est publié sous son nom comme la Chronique Géorgienne.

## Union et descendance
Le roi Vakhtang VI a épousé en 1696 Rousoudan (morte le 30 décembre 1740), une fille de Qoutlchouq, prince tcherkesse de la Petite Qabarda, dont :
- Thamar II (1697-1746), qui épouse en 1712 le roi Teïmouraz II de Kakhétie ;
- Ana (1698-1746), qui épouse en 1712 le prince Vahkoust Abaschidzé ;
- Bakar Ier (1699/1700-1750) ;
- Georges (1712-1786), général au service de l’Empire russe, épouse la princesse Maria Yakovlevna Dolgoroukova (1721-1768), dame d'honneur d'Élisabeth Ire de Russie.

Une concubine a par ailleurs donné au roi plusieurs enfants, dont :
- Vakhoucht Bagration dit l’Historien, compilateur de la Chronique géorgienne, dont l’étude critique a été réalisée par Marie-Félicité Brosset au XIXe siècle.

## Sources
- Cyrille Toumanoff, Les dynasties de la Caucasie chrétienne de l'Antiquité jusqu'au XIXe siècle : Tables généalogiques et chronologiques, Rome, 1990, p. 145-147.
- Alexandre Manvelichvili, Histoire de la Géorgie, Paris, Nouvelles Éditions de la Toison d'Or, 1951, 476 p., p. 311-316.
- Nodar Assatiani et Alexandre Bendianachvili, Histoire de la Géorgie, Paris, l'Harmattan, 1997, 335 p. [détail des éditions] (ISBN 2-7384-6186-7, présentation en ligne), p. 205-210.
- Marie-Félicité Brosset, Histoire de la Géorgie, tome II : Histoire moderne de la Géorgie, réédition Adamant Media Corporation  (ISBN 0543944808), « Chronique de Sekhnia Tchkeidzé », p. 7-54.